# Break Every Rule
«Break Every Rule» — шостий сольний студійний альбом американської співачки Тіни Тернер, випущений 8 вересня 1986 року на лейблі «Capitol Records». Він став продовженням всесвітньо успішного альбому-повернення Тернер «Private Dancer» 1984 року. Головний сингл «Typical Male» посідав друге місце у чартах протягом трьох тижнів у жовтні 1986 року, а сингли «Two People» і «What You Get Is What You See» потрапили у Топ-20 чартів. «Back Where You Started» приніс Тернер третю нагороду «Греммі» поспіль за «Найкраще жіноче вокальне рок-виконання» 1987 року. Це був перший сольний альбом Тернер з оригінальними піснями.

## Складова
Оригінальна А-сторона вінілового релізу альбому була повністю спродюсована Грехемом Лайлом і Террі Бріттеном, командою, яка створила сингл Тернер «What's Love Got to Do With It» 1984 року, тоді як Б-сторона включала треки, спродюсовані Браяном Адамсом, Бобом Клірмаунтіном, Марком Нопфлером і Рупертом Гайном. З одинадцяти треків альбому вісім вийшли як сингли в Європі і США, де посіли різні місця у чартах: «Typical Male» (США, 2 місце), з Філом Коллінзом на барабанах; «What You Get Is What You See» (США, 13 місце); «Two People» (Іспанія, 1 місце; США, 18 місце); «Girls» (Польща, 11 місце), написана Девідом Боуї; «Back Where You Started» (США, 18 місце у рок-чарті), створена у співавторстві з Браяном Адамсом; «Afterglow» (США, 2 місце у денс-чарті), створена за участю Стіва Вінвуда на клавішних; «Break Every Rule» (Польща, 15 місце), створена у співавторстві з Рупертом Гайном та «Paradise Is Here» (Ірландія, 24 місце).
Більшість 12-дюймових синглів альбому, включали розширені або альтернативні мікси, живі версії та неальбомні треки, багато з яких не увійшли до CD-видання та бокс-сету «Deluxe Edition Break Every Rule» 2022 року. Під час сесій створення альбому зі Стівом Ліллівайтом та Браяном Адамсом Тернер також записала інші треки; зокрема «Don't Turn Around» (спродюсований Адамсом), що вийшов як Б-сторона сингла, тоді як інші треки залишаються невиданими.
Після виходу альбому «Break Every Rule» Тернер записала дуетну пісню «Tearing Us Apart» з Еріком Клептоном, яка увійшла до його альбому «August» 1986 року, спродюсованого Філом Коллінзом, а також вийшла як сингл на початку 1987 року.

## Комерційний успіх
«Break Every Rule» мав комерційний успіх у всьому світі. Він посів 4 місце в чарті «Billboard 200», 2 місце в чарті альбомів Великої Британії (UK Albums Chart) та 1 місце в Швейцарії і Німеччині (протягом 12 тижнів). Альбом розійшовся накладом понад 5 мільйонів копій по всьому світу протягом першого року після виходу. RIAA дали «Break Every Rule» платинову сертифікацію за продаж 1 мільйона копій у США. Альбом також отримав двічі платинову сертифікацію у Німеччині, Швейцарії, Австрії та Канаді.

## Тур
Тернер провела великий світовий тур для просування альбому («Break Every Rule World Tour»), включаючи рекордний концерт у Ріо-де-Жанейро, на якому вона виступила перед 180 000 людей. Концерт зафільмували і випущений на домашньому відео. Наступні концерти європейської частини світового туру записали і випустили як концертний альбом «Tina Live in Europe» 1988 року, який отримав премію «Греммі» за «Найкраще жіноче вокальне рок-виконання».

## Список композицій
| Standard edition | Standard edition                 | Standard edition          | Standard edition      | Standard edition |
| #                | Назва                            | Автор                     | Продюсери             | Тривалість       |
| ---------------- | -------------------------------- | ------------------------- | --------------------- | ---------------- |
| 1.               | «Typical Male»                   | Террі Бріттен Грехем Лайл | Бріттен               | 4:18             |
| 2.               | «What You Get Is What You See»   | Бріттен Лайл              | Бріттен               | 4:31             |
| 3.               | «Two People»                     | Бріттен Лайл              | Бріттен               | 4:11             |
| 4.               | «Till the Right Man Comes Along» | Бріттен Лайл              | Бріттен               | 4:11             |
| 5.               | «Afterglow»                      | Бріттен Лайл              | Бріттен               | 4:30             |
| 6.               | «Girls»                          | Девід Боуї Ердал Кізілкай | Бріттен               | 4:56             |
| 7.               | «Back Where You Started»         | Браян Адамс Джим Волленс  | Адамс Боб Клірмаунтін | 4:27             |
| 8.               | «Break Every Rule»               | Руперт Гайн Жанетт Обстой | Гайн                  | 4:02             |
| 9.               | «Overnight Sensation»            | Марк Нопфлер              | Нопфлер Нейл Дорфсман | 4:40             |
| 10.              | «Paradise Is Here»               | Пол Брейді                | Нопфлер Дорфсман      | 5:35             |
| 11.              | «I'll Be Thunder»                | Гайн Обстой               | Гайн                  | 5:21             |

| 2022 expanded edition bonus disc | 2022 expanded edition bonus disc                    | 2022 expanded edition bonus disc | 2022 expanded edition bonus disc     | 2022 expanded edition bonus disc |
| #                                | Назва                                               | Автор                            | Продюсер                             | Тривалість                       |
| -------------------------------- | --------------------------------------------------- | -------------------------------- | ------------------------------------ | -------------------------------- |
| 1.                               | «Don't Turn Around»                                 | Альберт Гаммонд Даян Воррен      | Адамс Боб Клірмаунтін                | 4:16                             |
| 2.                               | «Havin' a Party»                                    | Сем Кук                          | Мартін Вор                           | 3:57                             |
| 3.                               | «Take Me to the River»                              | Ел Грін Мейбон Льюїс Годжес      | Вор                                  | 4:03                             |
| 4.                               | «Typical Male» (12" Dance Mix)                      | Бріттен Лайл                     | Бріттен                              | 7:07                             |
| 5.                               | «Two People» (Dance Mix)                            | Бріттен Лайл                     | Бріттен                              | 8:24                             |
| 6.                               | «What You Get Is What You See» (Extended Dance Mix) | Бріттен Лайл                     | Бріттен                              | 6:28                             |
| 7.                               | «The Tina Turner Montage Mix»                       | Various                          | Les 'The Mixdoctor' Adams            | 8:54                             |
| 8.                               | «Break Every Rule» (Extended Dance Mix)             | Гайн Обстой                      | Гайн                                 | 8:45                             |
| 9.                               | «Afterglow» (Vocal Dance Mix)                       | Бріттен Лайл                     | Бріттен Мюррей Еліас Джастін Штраусс | 7:09                             |
| 10.                              | «Paradise Is Here» (Live Full Length Version)       | Джон Гадсон                      | Нопфлер Дорфсман                     | 7:25                             |

## Учасники запису
Музиканти
- Тіна Тернер — головний вокал, бек-вокал (8, 11)
- Нік Глені-Сміт — клавішні (1–6), аранжування струнних (4)
- Біллі Лівсі — клавішні (3)
- Стів Вінвуд — соло на синтезаторі (5)
- Браян Адамс — акустичне піаніно (7), гітара (7), бек-вокал (7)
- Томмі Мандел — орган Хаммонда (7)
- Руперт Гайн — усі інструменти (8, 11), аранжування (8, 11), бек-вокал (8, 11)
- Гай Флетчер — клавішні (9, 10)
- Альберт Букгольт — програмування (9, 10)
- Террі Бріттен — гітари (1–6), бас (1–6), бек-вокал (1, 3, 4), програмування (2, 4, 5)
- Грем Лайл — мандоліна (2)
- Кіт Скотт — соло-гітара (7)
- Джеймі Вест-Орам — гітари (8, 11)
- Марк Нопфлер — гітари (9, 10)
- Дейв Тейлор — бас (7)
- Micky Feat — бас (9)
- Філ Коллінз — ударні (1, 6)
- Джек Бруно — барабани (3, 5)
- Міккі Каррі — барабани (7)
- Джеймі Лейн — ударні (9)
- Гаррі Кателл — перкусія (6)
- Джим Валланс — перкусія (7)
- Френк Рікотті — перкусія (9, 10)
- Тім Капелло — саксофон соло (1)
- Бренфорд Марсаліс — сопрано-саксофон (10)
- Тесса Найлс — бек-вокал (1, 4, 5)
- Саманта Браун — бек-вокал (10)
- Марго Б'юкенен — бек-вокал (10)
- Джиммі Чемберс — бек-вокал (10)
- Джордж Чандлер — бек-вокал (10)

Виробництво
- Террі Бріттен — продюсер (1–6)
- Браян Адамс — продюсер (7)
- Боб Клірмаунтін — продюсер (7), інженер (7), зведення (7)
- Руперт Гайн — продюсер (8, 11)
- Марк Нопфлер — продюсер (9, 10)
- Ніл Дорфсман — продюсер (9, 10), інженер (9, 10)
- Річард Елен — звукорежисер (1–6)
- Джон Гадсон — інженер (1–6), зведення (1–6)
- Стівен В. Тейлер — інженер (8, 11), зведення (8, 11)
- Майк Гінг — помічник інженера (1–6)
- Пол Гамільтон — помічник інженера (7)
- Марк МакКенна — помічник інженера (7)
- Річард Моукс — помічник інженера (7, 9, 10)
- Стів Рінкофф — помічник інженера (7)
- Ендрю Скарт — помічник інженера (8, 11)
- Стівен Маркуссен — мастеринг у Precision Lacquer (Голлівуд, Каліфорнія).
- Stylorouge — дизайн
- Герб Ріттс — фотографія
- Дженні Болтон — стиліст, особистий помічник
- Філліс Коен — візаж
- Роджер Девіс — режисер

## Чарти
| Чарт (1986)                                          | Позиція |
| ---------------------------------------------------- | ------- |
| Австралія Australian Albums (Kent Music Report)      | 11      |
| Австрія Austrian Albums (Ö3 Austria)                 | 2       |
| Канада Canada Top Albums/CDs (RPM)                   | 4       |
| Канада Canadian Albums (The Record)                  | 3       |
| Нідерланди Dutch Albums (MegaCharts)                 | 6       |
| Європейський Союз European Albums (Music & Media)    | 2       |
| Фінляндія Finnish Albums (Suomen virallinen lista)   | 1       |
| Німеччина German Albums (Offizielle Top 100)         | 1       |
| Ісландія Icelandic Albums (Tónlist)                  | 4       |
| Італія Italian Albums (Musica e dischi)              | 7       |
| Нова Зеландія New Zealand Albums (Recorded Music NZ) | 4       |
| Норвегія Norwegian Albums (VG-lista)                 | 2       |
| Іспанія Spanish Albums (AFYVE)                       | 1       |
| Швеція Swedish Albums (Sverigetopplistan)            | 2       |
| Швейцарія Swiss Albums (Schweizer Hitparade)         | 1       |
| Велика Британія UK Albums (OCC)                      | 2       |
| США Billboard 200                                    | 4       |
| США Top R&B/Hip-Hop Albums (Billboard)               | 7       |
| США US Cash Box Top Pop Albums                       | 10      |

| Чарт (2022—2023)                             | Позиція |
| -------------------------------------------- | ------- |
| Австрія Austrian Albums (Ö3 Austria)         | 46      |
| Бельгія Belgian Albums (Ultratop Flanders)   | 73      |
| Бельгія Belgian Albums (Ultratop Wallonia)   | 127     |
| Німеччина German Albums (Offizielle Top 100) | 25      |
| Угорщина Hungarian Albums (MAHASZ)           | 15      |
| Іспанія Spanish Albums (PROMUSICAE)          | 61      |
| Швейцарія Swiss Albums (Schweizer Hitparade) | 26      |
| Велика Британія UK Digital Albums (OCC)      | 57      |

| Чарт (1986)                                       | Позиція |
| ------------------------------------------------- | ------- |
| Канада Canada Top Albums/CDs (RPM)                | 28      |
| Данія Dutch Albums (Album Top 100)                | 44      |
| Європейський Союз European Albums (Music & Media) | 41      |
| Німеччина German Albums (Offizielle Top 100)      | 23      |
| Норвегія Norwegian Fall Period Albums (VG-lista)  | 6       |
| Іспанія Spanish Albums (AFYVE)                    | 19      |
| Швейцарія Swiss Albums (Schweizer Hitparade)      | 21      |
| Велика Британія UK Albums (Gallup)                | 48      |

| Чарт (1987)                                       | Позиція |
| ------------------------------------------------- | ------- |
| Австралія Australian Albums (Kent Music Report)   | 53      |
| Австрія Austrian Albums (Ö3 Austria)              | 3       |
| Нідерланди Dutch Albums (Album Top 100)           | 84      |
| Європейський Союз European Albums (Music & Media) | 12      |
| Німеччина German Albums (Offizielle Top 100)      | 3       |
| Швейцарія Swiss Albums (Schweizer Hitparade)      | 8       |
| США US Billboard 200                              | 37      |
| США US Top R&B/Hip-Hop Albums (Billboard)         | 46      |

## Сертифікації
| Регіон                                                                                          | Сертифікація  | Продажі    |
| ----------------------------------------------------------------------------------------------- | ------------- | ---------- |
| Австрія (IFPI Austria)                                                                          | 2× Платиновий | 100 000*   |
| Бразилія (ABPD)                                                                                 | 2× Золотий    | 200 000*   |
| Канада (Music Canada)                                                                           | 2× Платиновий | 200 000^   |
| Фінляндія (IFPI Finland)                                                                        | Золотий       | 30,773     |
| Франція (SNEP)                                                                                  | Золотий       | 100 000*   |
| Німеччина (BVMI)                                                                                | 2× Платиновий | 1 000 000^ |
| Нідерланди (NVPI)                                                                               | Золотий       | 50 000^    |
| Нова Зеландія (RIANZ)                                                                           | Платиновий    | 15 000^    |
| Іспанія (PROMUSICAE)                                                                            | Платиновий    | 100 000^   |
| Швейцарія (IFPI Switzerland)                                                                    | 2× Платиновий | 100 000^   |
| Велика Британія (BPI)                                                                           | Платиновий    | 300 000^   |
| США (RIAA)                                                                                      | Платиновий    | 1 000 000^ |
| *продажі, що базуються лише на сертифікаціях ^відвантаження, що базуються лише на сертифікаціях |               |            |